# Викентий (Новожилов)
Епи́скоп Вике́нтий (в миру Валенти́н Никола́евич Новожи́лов; 3 мая 1946, село Стрельниково, Костромской район, Костромская область) — епископ Русской православной старообрядческой церкви, епископ Ярославский и Костромской.

## Биография
Родился в 1946 году в православной старообрядческой семье. Крещён в детстве в старообрядческой церкви. В отроческом возрасте его духовником стал отец Иосиф (Карпов)
Учился на филологическом факультете Костромского педагогического института, а после его окончания работал в школе.
В 1971 году, после кончины духовника, решил посвятить жизнь служению Богу и Церкви.
В 1985 году он был рукоположён во диаконы к храму Покрова Пресвятыя Богородицы села Стрельникова.
6 марта 1986 года рукоположён в сан священника и назначен настоятелем церкви Рождества Пресвятыя Богородицы в селе Дурасово, став третьим по счету настоятелем храма со времени освящения храма епископом Нижегородским и Костромским Иннокентием 18 декабря 1910 года.
Его трудами храм неоднократно ремонтировался и благоукрашался. За годы его служения в селе вырос целый комплекс церковных строений, в том числе просторное и красивое здание воскресной школы.
В сане протоиерея много лет был секретарём Костромской и Ярославской епархии, благочинным Костромского округа.
Решением Освященного собора 20—22 октября 1999 года назначен икономом Ярославско-Костромской епархии. Тот же Собор подтвердил избрание протоиерея Валентина Новожилова кандидатом в архиереи.
Решением Освященного собора 9—11 февраля 2004 года переизбран икономом Ярославско-Костромской епархии
19—22 октября 2004 года Освященным собором был включён в список кандидатов в архиереи для обсуждения на Архиерейском соборе.
9 августа 2010 года епархиальное совещание Ярославско-Костромской епархии, состоявшееся в Ярославле, одобрило кандидатуру протоиерея Валентина Новожилова в епархиальные архиереи.
14 августа 2010 года, на праздник Происхождения Честнаго и Животворящего Креста Господня, в храме Рожества Пресвятой Богородицы села Дурасово за Божественной литургией настоятель храма протоиерей Валентин Новожилов был пострижен в иночество с наречением имени Викентий. Постижение совершил игумен Мануил (Чибисов), а евангельским отцом (воспреемником) священноинока Викентия стал епископ Уссурийский и всего Дальнего Востока Патермуфий (Артемихин).
В Московскую митрополию поступило два письма с обвинениями канонического характера против священнонока Викентия (Новожилова). Рассмотрев указанные обвинения, Архиерейский суд допросил свидетелей и самого обвиняемого об обстоятельствах дела. Не найдя подтверждения канонических преступлений и не желая возбуждать среди паствы волнений, суд постановил отложить архиерейскую хиротонию и собрать съезд Ярославской и Костромской епархии для дальнейшего выяснения вопроса о том, остаётся ли он кандидатом во епископы от епархии.
2 марта 2011 года Архиерейский собор, учитывая решение епархиального съезда Костромской и Ярославской епархии от 28 февраля 2011 года, постановил совершить хиротонию священноинока Викентия во епископа Костромского и Ярославского.
В конце февраля 2011 годы в Костроме состоялся епархиальный съезд, на котором все сомневающиеся и выступающие против архиерейской хиротонии изложили свою позицию. Не найдя канонических препятствий к поставлению священноинока Викентия в епископское достоинство, епархиальный съезд при трёх воздержавшихся проголосовал за поставление.
6 марта 2011 года в храме Покрова Пресвятыя Богородицы села Стрельникова митрополит Московский и всея Руси Корнилий (Титов) сослужении архиепископа Киевского и всея Украины Саватия (Козко) и епископа Кишиневского и всея Молдавии Евмения (Михеева) совершил поставление во епископы священноинока Викентия (Новожилова). На его хиротонию из Москвы прибыли в том числе и те, кто был категорические против его поставления, один из которых возглашал во время хиротонии «недостоин». 20 марта 2011 года двое мирян (Артемий Артемьев и Иван Чекушин), протестовавших против возведения в сан епископа священноинока Викентия (Новожилова), были отлучены от Русской православной старообрядческой церкви указом митрополита Московского и всея Руси Корнилия (Титова).
26 мая 2015 года на епархиальном совещании Владимирско-Нижегородской епархии участники совещания высказали пожелание обратиться к епископу Костромскому и Ярославскому Викентию и «просить его временно окормлять приходы епархии до выборов кандидата в архиереи на Владимирскую кафедру». Прошедший 2—3 сентября 2015 года Совет митрополии РПСЦ не усмотрел «необходимости в настоящее время в окормлении Нижегородской и Владимирской епархии преосвященным епископом Викентием, Ярославским и Костромским»
16 октября 2018 года решением Освященного собор РПСЦ назначен временным управляющим Нижегородской и Владимирской епархией.

## Награды
- Медаль ордена «За заслуги перед Отечеством» II степени (2 июля 2021 года) — за большой вклад в сохранение и развитие духовно-нравственных и культурных традиций, многолетнюю плодотворную деятельность[16].